# Seznam oldenburských panovníků
Seznam oldenburských panovníků zahrnuje panovníky hrabství Oldenburg (hrabata, 1088 až 1774), vévodství Oldenburg (vévody, 1774 až 1829) a velkovévodství Oldenburg (velkovévody, 1829 až 1918). Všichni tito panovníci pocházejí z rodu Oldenburgů. 

## Zemští páni a hrabata
| Období vlády | Jméno        | Poznámky                              |
| ------------ | ------------ | ------------------------------------- |
| 1088–1108    | Egilmar I.   |                                       |
| 1108–1142    | Egilmar II.  | syn Egilmara I.                       |
| 1143–1167    | Kristián I.  | syn lerigavského hraběte Egilmara II. |
| 1167–1211    | Mořic I.     | syn Kristiána I.                      |
| 1211–1251    | Kristián II. | syn Moritze I.                        |
| 1211–1262    | Ota I.       | syn Moritze I.                        |
| 1251–1272    | Jan I.       | syn Kristiána II.                     |

| Období vlády | Jméno            | Poznámky                                                      |
| ------------ | ---------------- | ------------------------------------------------------------- |
| 1272–1278    | Kristián III.    | syn Jana I.                                                   |
| 1278–1305    | Jan II.          | syn Kristiána III.                                            |
| 1301/05–1344 | Jan III.         | syn Jana II.                                                  |
| 1344–1367/68 | Konrád I.        | syn Jana II.                                                  |
| 1367/68–1386 | Konrád II.       | syn Konráda I.                                                |
| 1386–1420    | Moritz II.       | syn Konráda II.                                               |
| 1398–1423    | Kristián IV.     | syn Konráda I.                                                |
| 1423–1440    | Dietrich Šťastný | syn Kristiána V.                                              |
| 1448–1481    | Kristián V.      | také dánským králem jako Kristián I., syn Dietricha Šťastného |

| Období vlády | Jméno        | Poznámky                                                                |
| ------------ | ------------ | ----------------------------------------------------------------------- |
| 1372–1304    | Ota II.      | syn Jana I. Oldenburského                                               |
|              | Jan I.       | syn Oty II. Oldenburského                                               |
|              | Kristián IV. | syn Oty II. Oldenburského                                               |
|              | Kristián V.  | syn Jana I.                                                             |
|              | Ota III.     | syn Kristiána IV.                                                       |
|              | Ota IV.      | syn Kristiána V. a otec manželky oldenburského hraběte Dietricha, Adély |

| Oldenbursko-Delmenhorstsko                     |                       | |
| Období vlády                                   | Jméno                 | Poznámky |
| 1440–1483                                      | Gerhard I. Smělý      | syn Dietricha Šťastného                                                                                        |
| 1463–1464                                      | Moritz IV.            | syn Dietricha Šťastného                                                                                        |
| 1483–1500                                      | Adolf                 | syn Gerharda I.                                                                                                |
| 1483–1526                                      | Jan V.                | syn Gerharda I. rozšířil území, ale ztratil Delmenhorst, který byl přičleněn k biskupství Münsterskému[zdroj?] |
| 1526–1548                                      | Jan VI.               | syn Jana V. |
| 1526–1551                                      | Jiří                  | syn Jana V. |
| 1526–1566                                      | Kryštof               | syn Jana V. nábožensky tolerantní                                                                              |
| 1541–1566                                      | Anna                  | regentka, dcera Jana V.                                                                                        |
| 1526–1573                                      | Antonín I.            | syn Jana V. získal zpět území Delmenhorstu a stal se říšským hrabětem                                          |
| 1573–1577                                      | Antonín II.           | syn Antonína I. v letech 1577 až 1619 delmenhorstký hrabě                                                      |
| Dělení území mezi Oldenbursko a Delmenhorstsko |                       | |
| Období vlády                                   | Jméno                 | Poznámky |
| 1573–1603                                      | Jan VII.              | syn Antonína I.                                                                                                |
| 1603–1667                                      | Antonín Günther       | zeměpán a kníže jeho smrtí rod vymírá                                                                          |
| 1667–1773                                      | pod dánskou nadvládou | |

## Vévodové

### Oldenburkové
| jméno              | obrázek            | období vlády | život     | rodiče                                                          | poznámky                                                      |
| ------------------ | ------------------ | ------------ | --------- | --------------------------------------------------------------- | ------------------------------------------------------------- |
| Fridrich August I. | Fridrich August I. | 1774–1785    | 1711–1785 | Petr I. Oldenburský Bedřiška Alžběta Württemberská              | povýšen na vévodu                                             |
| Vilém I.           | Fridrich August I. | 1785–1823    | 1754–1823 | Fridrich August I. Ulrika Frederika Vilemína Hesensko-Kasselská | regent Petr I. v letech 1785–1823                             |
| Petr I.            | Petr I.            | 1823–1829    | 1755–1829 | Jiří Šlesvicko-Holštýnsko-Gottorpský Sofie Šlesvicko-Becká      | nepřijal velkovévodskou hodnost, vládl celý život jako vévoda |

## Velkovévodové

### Oldenburkové
| jméno               | obrázek              | období vlády | život     | rodiče                                             | poznámky                   |
| ------------------- | -------------------- | ------------ | --------- | -------------------------------------------------- | -------------------------- |
| August              | August I.            | 1829–1853    | 1783–1853 | Petr I. Oldenburský Bedřiška Alžběta Württemberská | přijal velkovévodský titul |
| Petr II.            | Petr II.             | 1853–1900    | 1827–1900 | August I. Oldenburský Ida Anhaltská                |                            |
| Fridrich August II. | Fridrich August II.. | 1900–1918    | 1852–1931 | Petr II. Oldenburský Alžběta Sasko-Altenburská     | abdikoval                  |